# کوین مک‌هیل
کوین مک‌هیل (انگلیسی: Kevin McHale (basketball)؛ زادهٔ ۱۹ دسامبر ۱۹۵۷) یک بازیکن بسکتبال اهل ایالات متحده آمریکا است.
از باشگاه‌هایی که در آن بازی کرده‌است می‌توان به هیوستون راکتس و مینه‌سوتا تیمبرولوز اشاره کرد.